# Váldhídi erődtemplom
A váldhídi erődtemplom műemlékké nyilvánított épület Romániában, Szeben megyében. A romániai műemlékek jegyzékében az SB-II-a-A-12577 sorszámon szerepel.